# Trône de grâce
Pour les articles homonymes, voir Trône (homonymie).

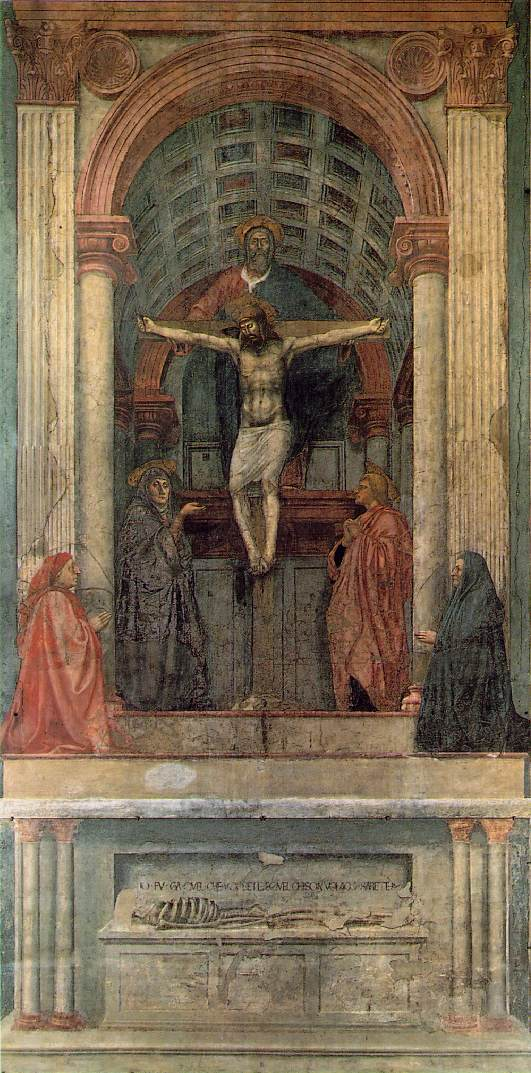
Trinité verticale de Masaccio, à Santa Maria Novella.

Le Trône de grâce est une figure de l'iconographie chrétienne consistant en une représentation verticale de la Sainte Trinité.

## Description du thème
Dieu le père soutient habituellement, dans une composition verticale, les bras de la Croix supportant le Christ ; le Saint-Esprit, troisième figure trinitaire, est visible par une colombe entre le col du père et la tête du fils, ou même au dessus de la tête du Père.
Certaines digressions utilisent le thème avec Jésus en gloire dans les cieux surmonté de la colombe et de Dieu le père (La Trinité (Raphaël - Pérugin)).

## Œuvres utilisant le thème
- La Trinité de Masaccio, basilique Santa Maria Novella, Florence.
- Fresque de la basilique de la Santissima Annunziata, Andrea del Castagno, Florence.
- La Sainte Trinité de Domenico di Michelino (1460-1470), Galleria dell'Accademia de Florence.
- Santissima Trinità con Agostino e il beato Giorgio da Cremona, Andrea Previtali, Santa Maria della Consolazione, Almenno San Salvatore, Bergame
- Huile sur toile, José de Ribera, Musée du Prado, Madrid
- Élément du retable polyptyque de la Sainte Trinité (1396), Bartolo di Fredi, musée des Beaux-Arts de Chambéry
- Trône de Grâce de Toul (XVIe siècle) Musée d'Art et d'Histoire de Toul.
- Retable Sculpté de Rigny-Saint-Martin (1522) conservé en l'Église des Cordeliers de Nancy.

Quelques œuvres du thème avec la Croix.
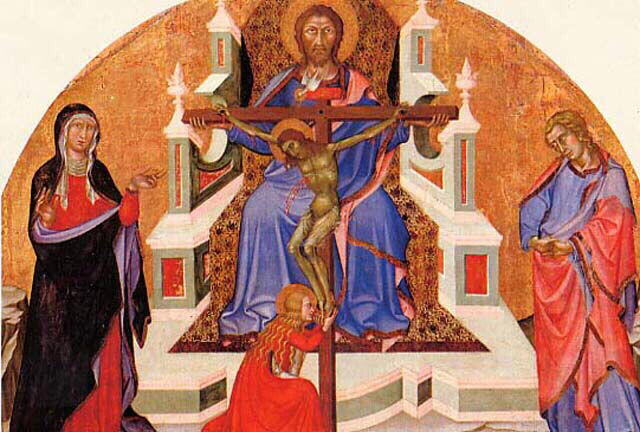
Bartolo di Fredi
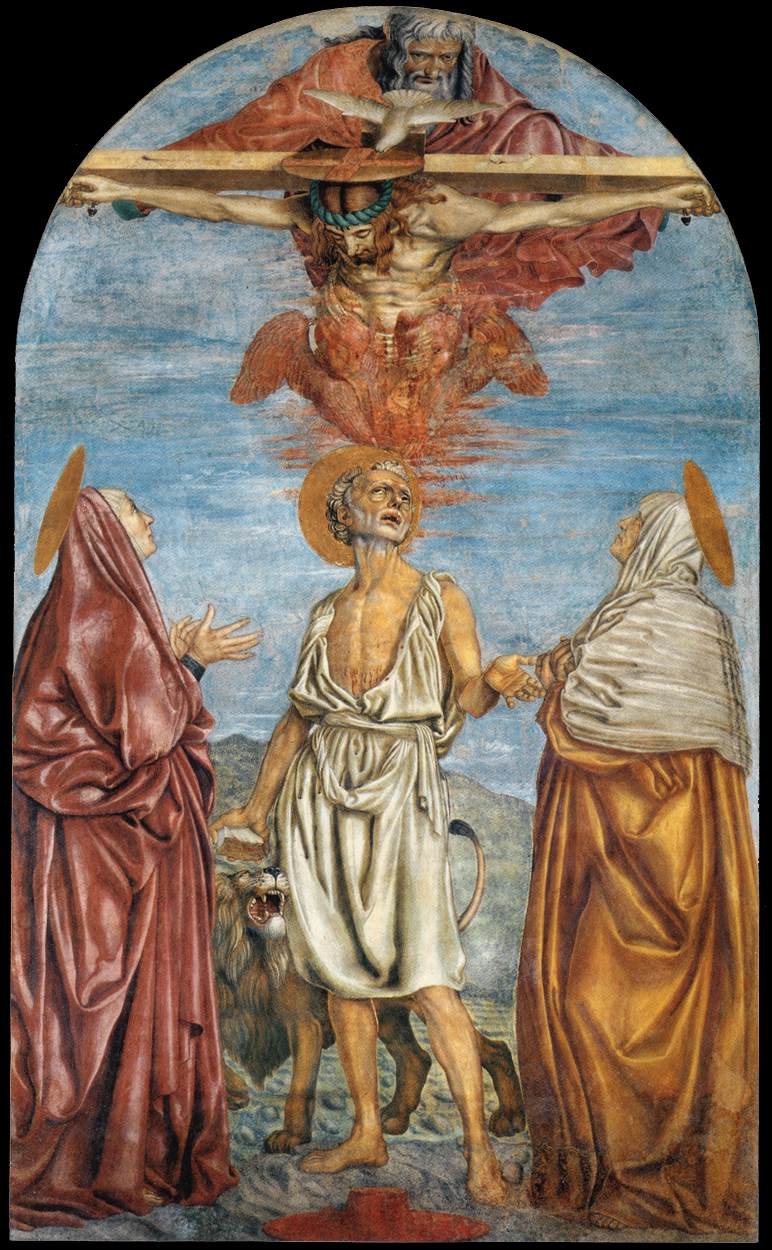
Andrea del Castagno.
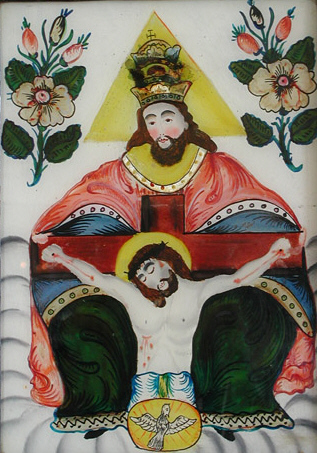
Sandl.
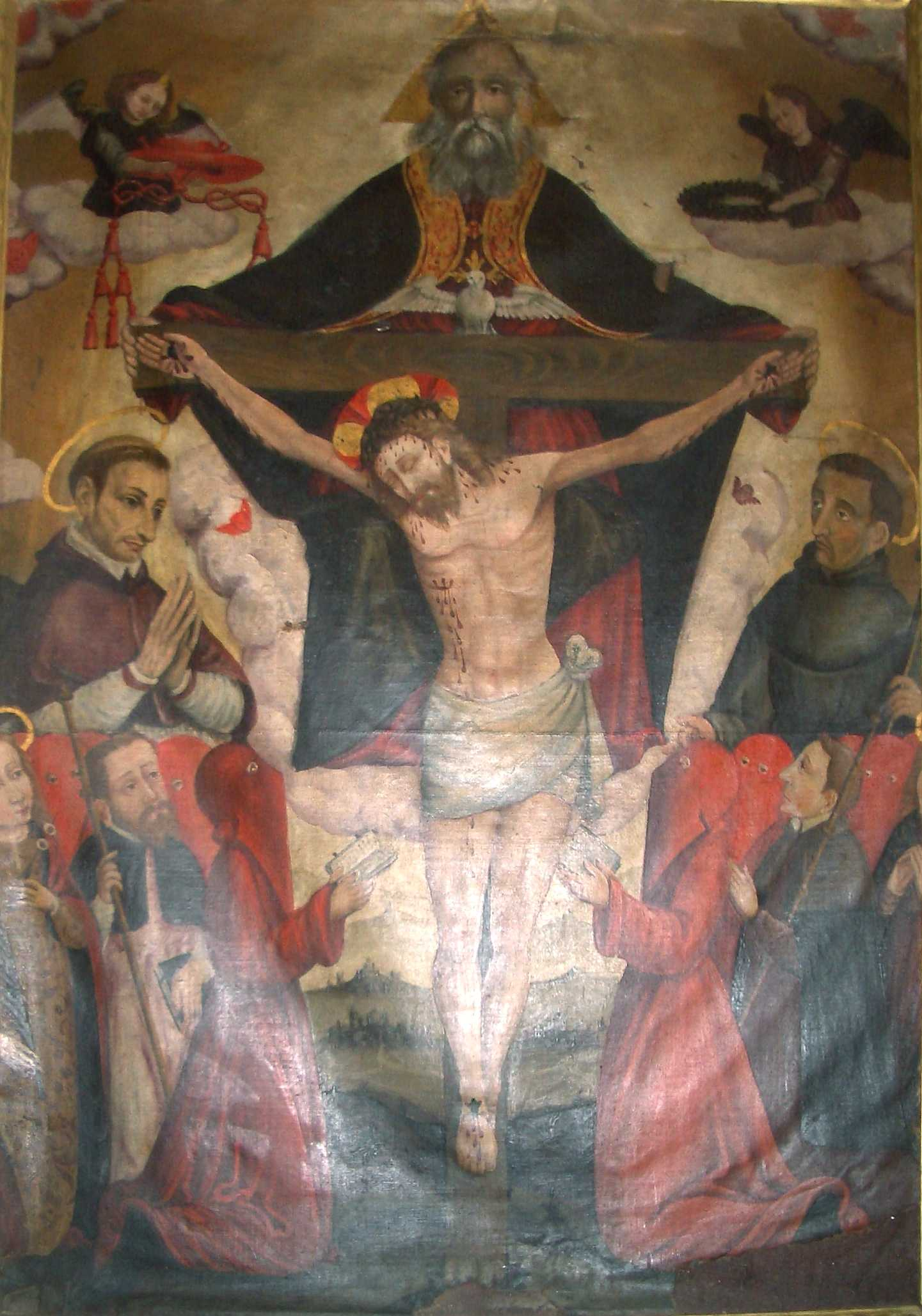
Anonyme.
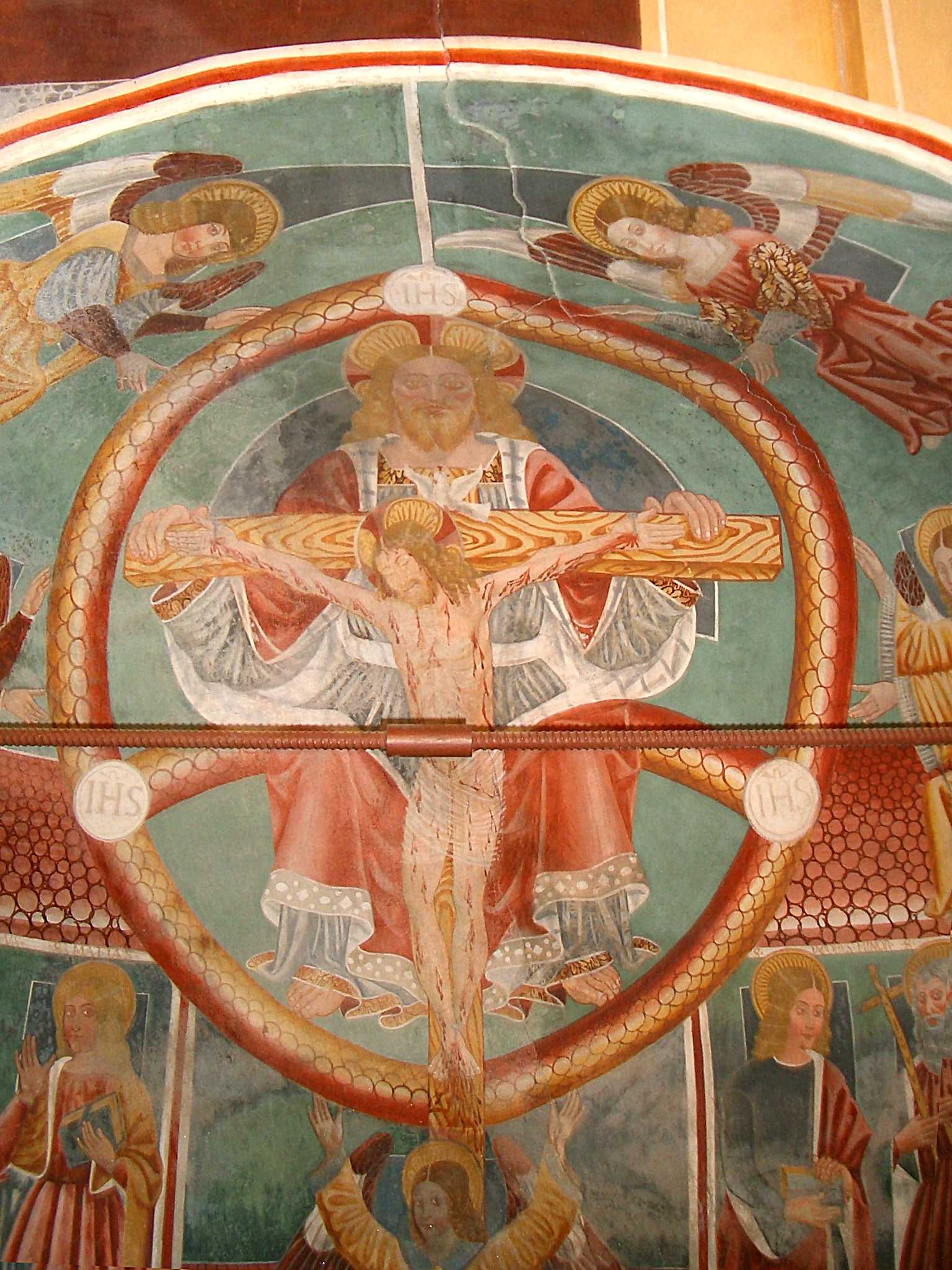
Giovanni et Francesco Cagnola.
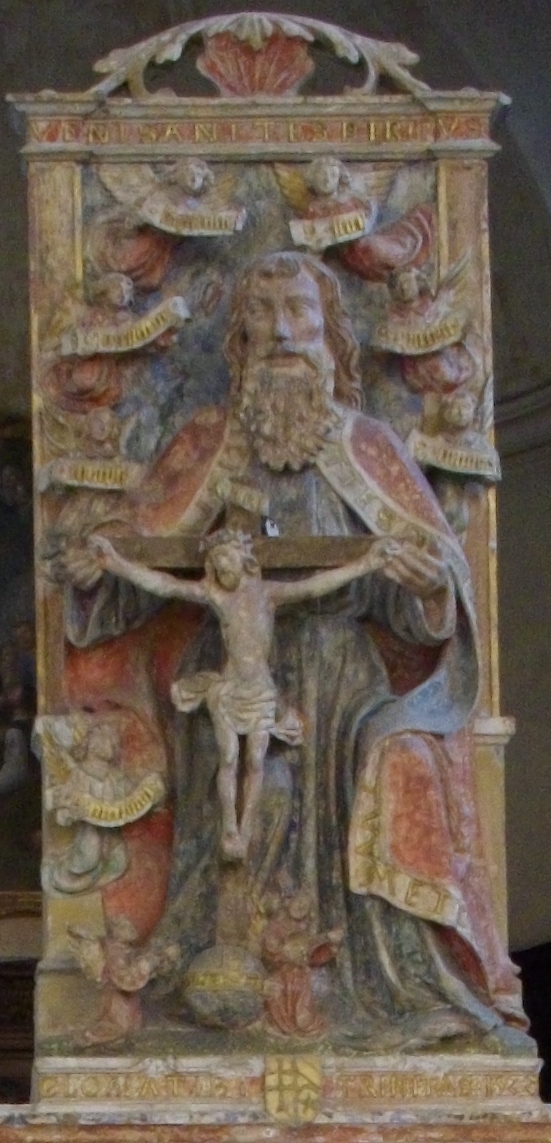
Retable de Rigny (détail), à Nancy.

Quelques œuvres du thème sans la Croix.
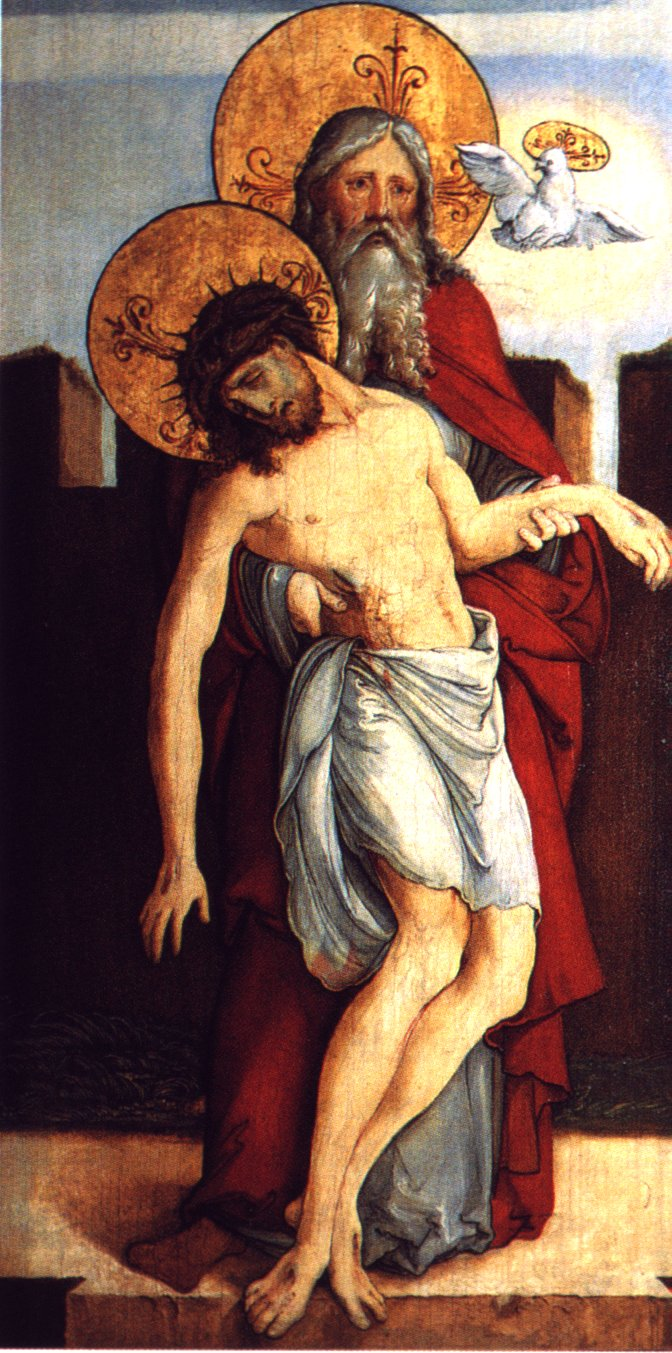
Meister von Meßkirch.
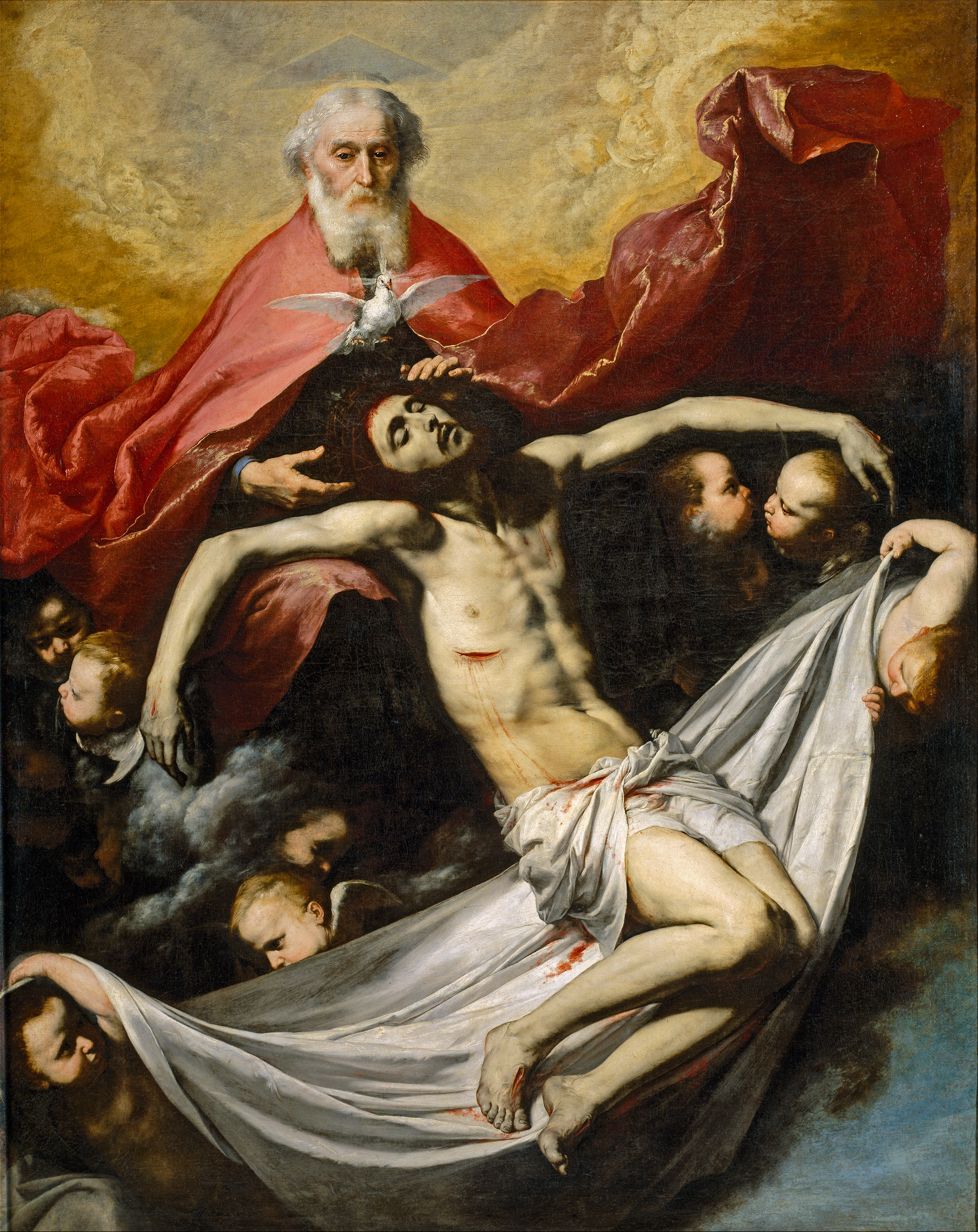
José de Ribera.
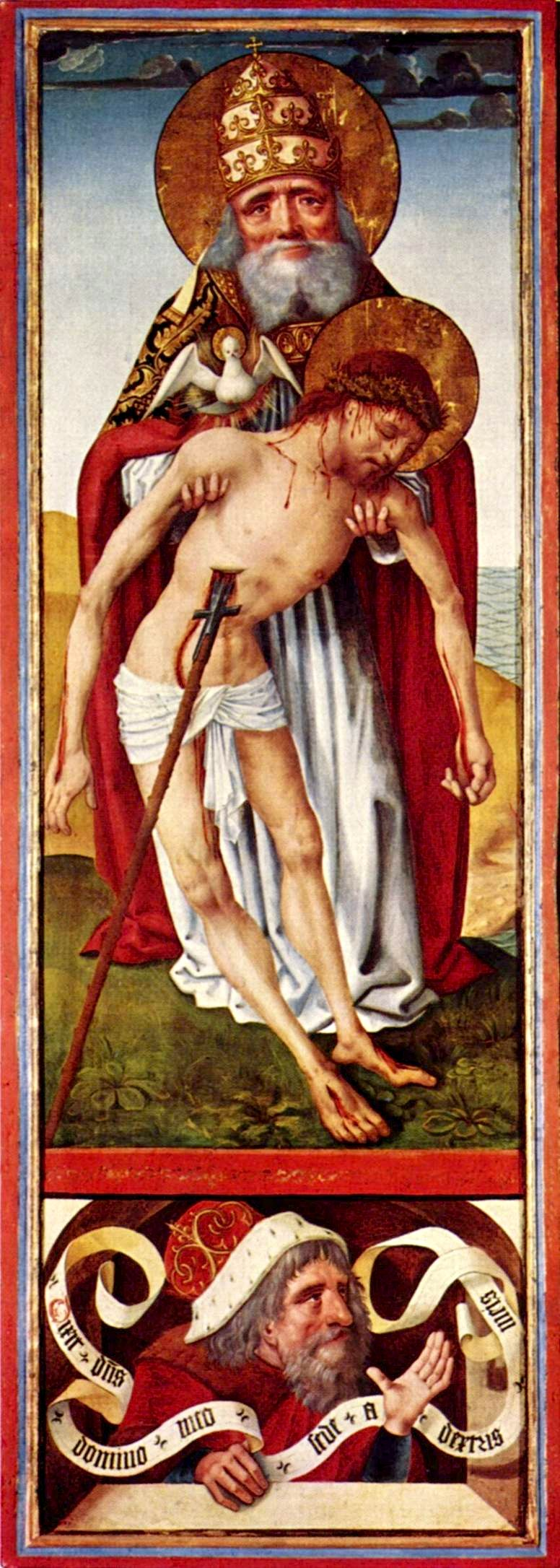
Johannesaltar der Schonenfahrer.
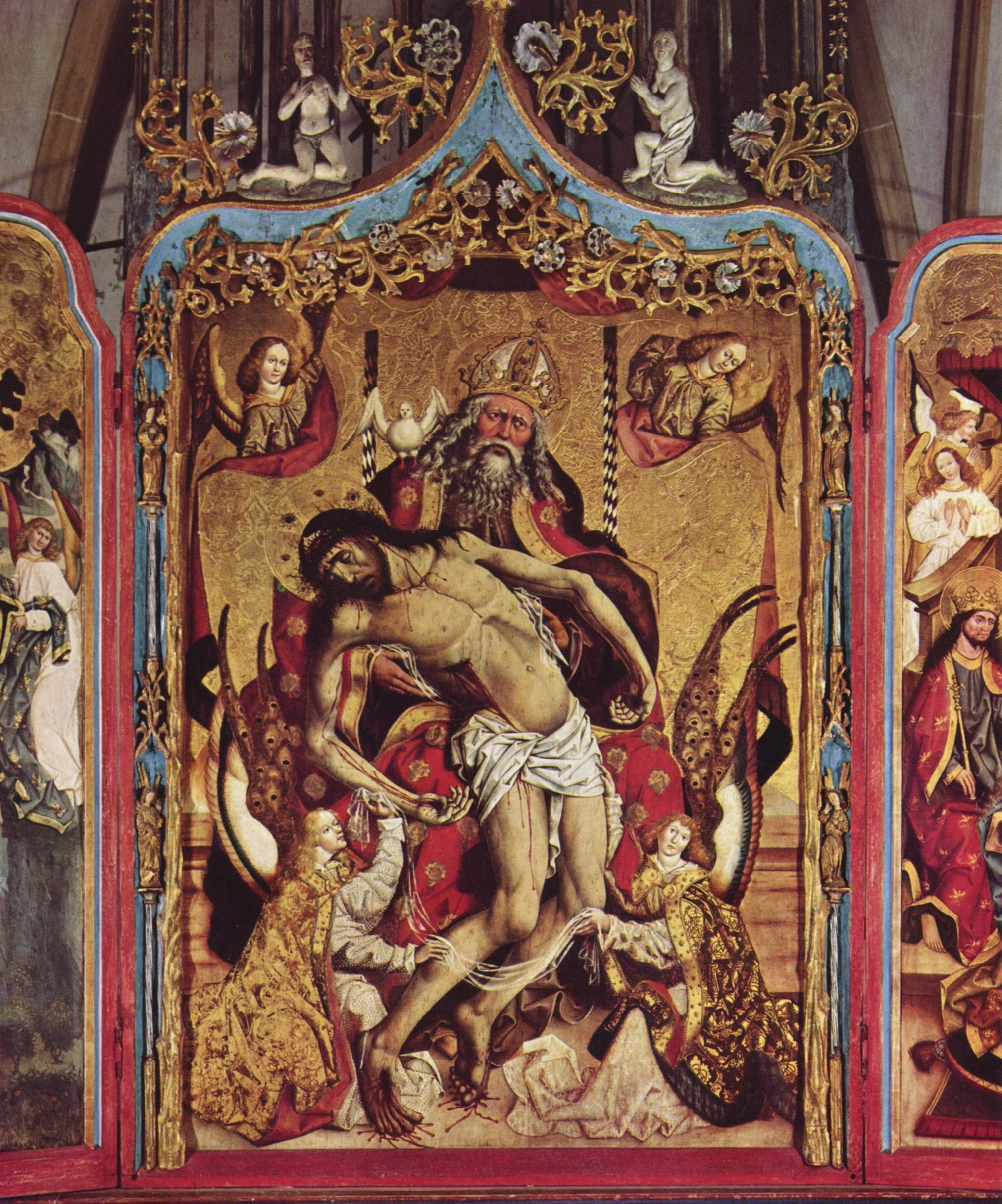
À Blutenburg (Munich).

- Œuvres contemporaines :
  - Trône de grâce, fresque de Martin Häusle (1947), église Saint-Léonard de Villach, Autriche.

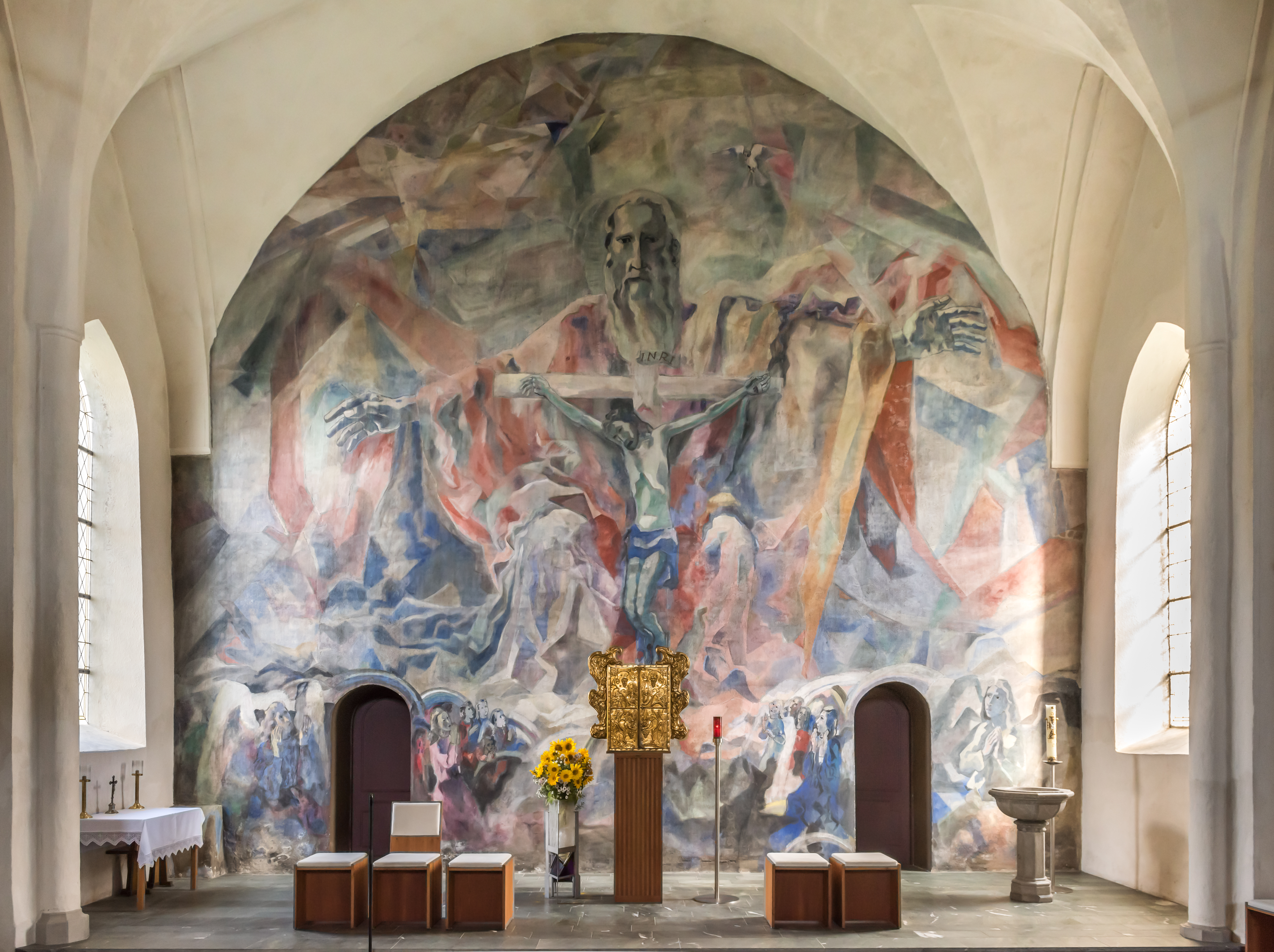
Par Martin Häusle (1947).

## Sources
- Michèle Ménard, Une histoire des mentalités religieuses aux XVIIe et XVIIIe siècles : mille retables de l'ancien diocèse du Mans, Éditions Beauchesne, 1980, p. 181.
- Andrea Weber, Duccio, définition du glossaire p. 118.